# سانتومنا
سانتومنا (به ایتالیایی: Santomenna) یک کومونه در ایتالیا است که در استان سالرنو واقع شده‌است.
 سانتومنا ۸٫۹۲ کیلومتر مربع مساحت و ۴۶۱ نفر جمعیت دارد و ۵۴۰ متر بالاتر از سطح دریا واقع شده‌است.